# 尤里·科普捷夫
尤里·尼古拉耶维奇·科普捷夫（俄语：Юрий Николаевич Коптев，1940年3月13日—），男，斯塔夫罗波尔人，俄罗斯机械工程师，曾任俄罗斯航空航天局局长、俄罗斯航天国家集团科技委员会主任等职。

## 生平
1957年至1960年，在苏军服役。1965年毕业于莫斯科高等技术学校，同年进入拉沃奇金机器制造厂担任工程师。1969年调入苏联通用机器制造部工作，历任该部某管理局副局长、局长、副部长等职。1991年至1992年，担任俄罗斯通用机械制造公司副总裁。1992年至2004年，担任俄罗斯航天局（1999年改称俄罗斯航空航天局）局长。2004年至2008年，担任俄罗斯联邦工业和能源部军事工业联合体司司长。2008年至2009年，担任俄罗斯国家技术集团顾问委员会主任。2009年起任俄罗斯国家技术集团科技委员会主任、俄罗斯航天国家集团科技委员会主任。
2022年6月，因俄乌战争，受到美国制裁。俄罗斯国家航天集团总裁罗戈津评论称，如果没有科普捷夫，国际空间站都不会诞生。

## 荣誉
- 二级祖国功勋勋章（2000年）
- 三级祖国功勋勋章（1996年）
- 荣誉勋章（2010年）
- 列宁勋章（1990年）
- 十月革命勋章（1983年）
- 俄罗斯联邦功勋科学工作者荣誉称号（2002年）
- 俄罗斯联邦国家奖（1993年）
- 苏联国家奖（1978年）
- 太空探索者协会列昂诺夫奖章（1994年）